# Johanna I av Flandern

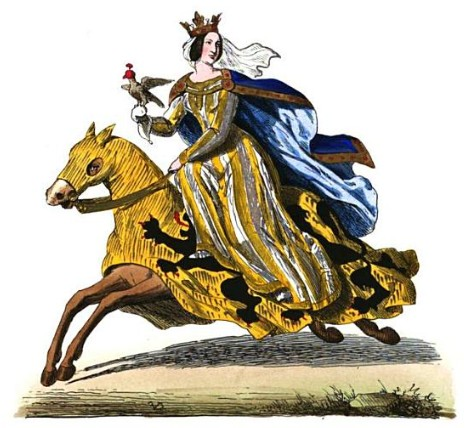
Johanna I av Flandern

Johanna I av Flandern, född 1194, död 1244, var monark, med titeln grevinna, i Flandern och Hainaut. Hon var dotter till Balduin I av Konstantinopel och Maria av Champagne. 
Efter hennes mors död 1204 och hennes fars försvinnande 1205, blev Johanna Flanderns och Hainatus monark med sin farbror, markgreve Filip I av Namur, som regent under hennes minderårighet. Johanna och hennes syster Margareta fördes år 1208 av den franske kungen Filip II August till hans hov för att förhindra att hon påverkades av antifranska influenser och att hon gifte sig med en engelsk prins. 
År 1212 gifte hon sig med tillstånd av franske kungen med prins Ferdinand av Portugal, som blev hennes samregent. Den 25 februari 1212 tvingades paret avträda Aire och Saint-Omer till Frankrike i fördraget i Pont-à-Vendin. Hennes man Ferdinand slöt strax därpå en allians med England och tysk-romerska riket mot Frankrike och föll i fransk fångenskap i slaget vid Bouvines 27 juli 1214. Johanna regerade sedan ensam i tretton år. 
Hon beskrivs som viljestark och from, grundade flera kloster och sjukhus och hennes regeringstid blev en blomstringsperiod för handelsstädernas välstånd. Hennes regering ifrågasattes då eremiten Bertrand av Rains felaktigt identifierades som hennes försvunne far, och hon tvingades också ta itu med ett kuppförsök från sin syster Margaretas make 1221. Efter fördraget i Melun januari 1227 återförenades hon med Ferdinand. Johanna blev änka 1233 och gifte om sig med prins Thomas av Savojen 1237. Efter 1233 upprätthöll hon goda relationer med både England och Frankrike.    
Johanna fick endast dottern Maria, som dog barnlös 1236, och hennes tronarvinge var därför hennes syster Margareta. 